# Joni Mitchell At Newport
Joni Mitchell at Newport è un album live della cantautrice Joni Mitchell, pubblicato il 28 luglio 2023 da Rhino Records. L'album contiene la sua intera esibizione al Newport Folk Festival del 24 luglio 2022. Per la performance, Mitchell è stata raggiunta da un gruppo di musicisti (accreditati come "Joni Jam") tra cui Brandi Carlile, Wynonna Judd e Marcus Mumford. Era la sua prima esibizione pubblica da quando è stata colpita da un aneurisma nel 2015. L'album ha vinto il Grammy Award per il miglior album folk nel 2024.

## Tracce
1. Introduction by Brandi Carlile – 2:41
2. Big Yellow Taxi – 2:40
3. A Case of You – 4:51
4. Amelia – 7:59
5. Both Sides Now – 5:40
6. Just Like This Train – 3:31
7. Summertime – 5:52
8. Carey – 3:37
9. Help Me – 5:20
10. Come In from the Cold – 7:34
11. Shine – 5:44
12. The Circle Game – 5:55